# کاخ حاجی زین‌العابدین تقی‌اف

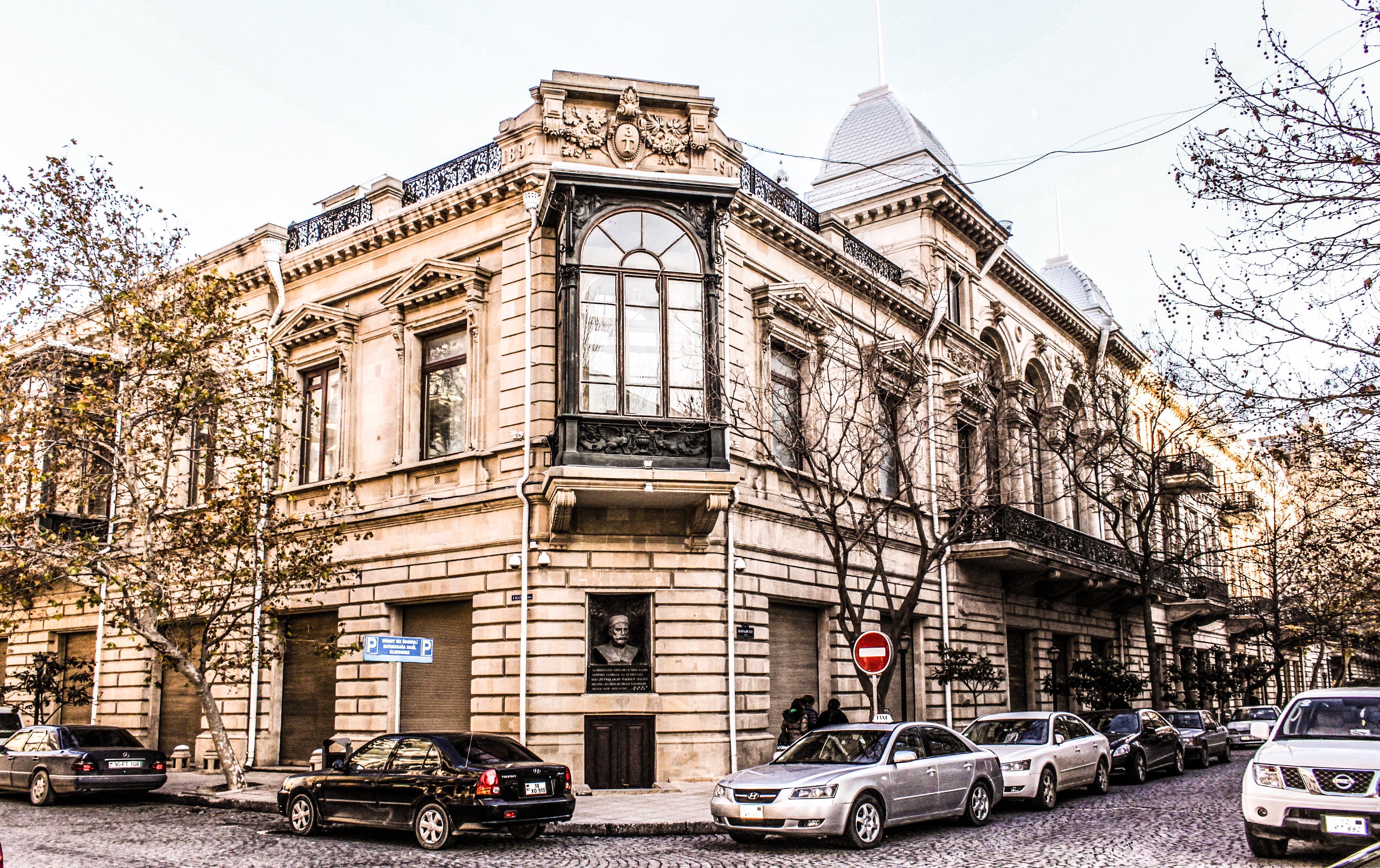
کاخ حاجی زین‌العابدین تقی‌اف

کاخ حاجی زین‌العابدین تقی‌اف (به ترکی آذربایجانی- Hacı Zeynalabdin Tağıyevin sarayı) ساختمان کاخی می‌باشد که، در خیابان حاجی زین‌العابدین تقی‌اف شهر باکو قرار گرفته‌است. میلیونر باکوی حاجی زین‌العابدین تقی‌اف در این کاخ زندگی کرده‌است. اکنون موزهٔ تاریخ آذربایجان در این بنا قرار دارد. 
این ساختمان در بین سال‌های ۱۸۹۳ الی ۱۹۰۲ توسط مهندس عمران «جوزف گوسلاوسکی» ساخته شده‌است. تقی‌اف این کاخ را به همسرش خانم «سُنا» هدیه داده است. این کاخ که در یک چهارم یک محله در مرکز شهر باکو قرار گرفته‌است، دارای طراحی سازه‌ای غنی می‌باشد. این کاخ عظیم با چهار نما و گنبدهای غول پیکر خود مورد توجه بسزای همه قرار می‌گیرد. نمای متقارن اصلی به شکل‌های با جاه و جلال رنسانس ایتالیا ساخته شده‌است. برخی از عناصر ترکیب و طراحی داخلی تالارهای این کاخ با الهام از سنت‌های معماری آذربایجانی بنا شده‌است حال آنکه جوزف گوسلاوسکی در ساخت آن از سیستم «نظم کلاسیک» بهره‌برداری کرده‌است. سبک و سیاق‌های مختلف معماری چون شکل‌های شکوه‌مند رنسانس ایتالیایی، «روکوسوس»، «باروک» و روش‌های روز، هنگام ساخت این کاخ مورد استفاده قرار گرفته‌اند.

## تاریخ

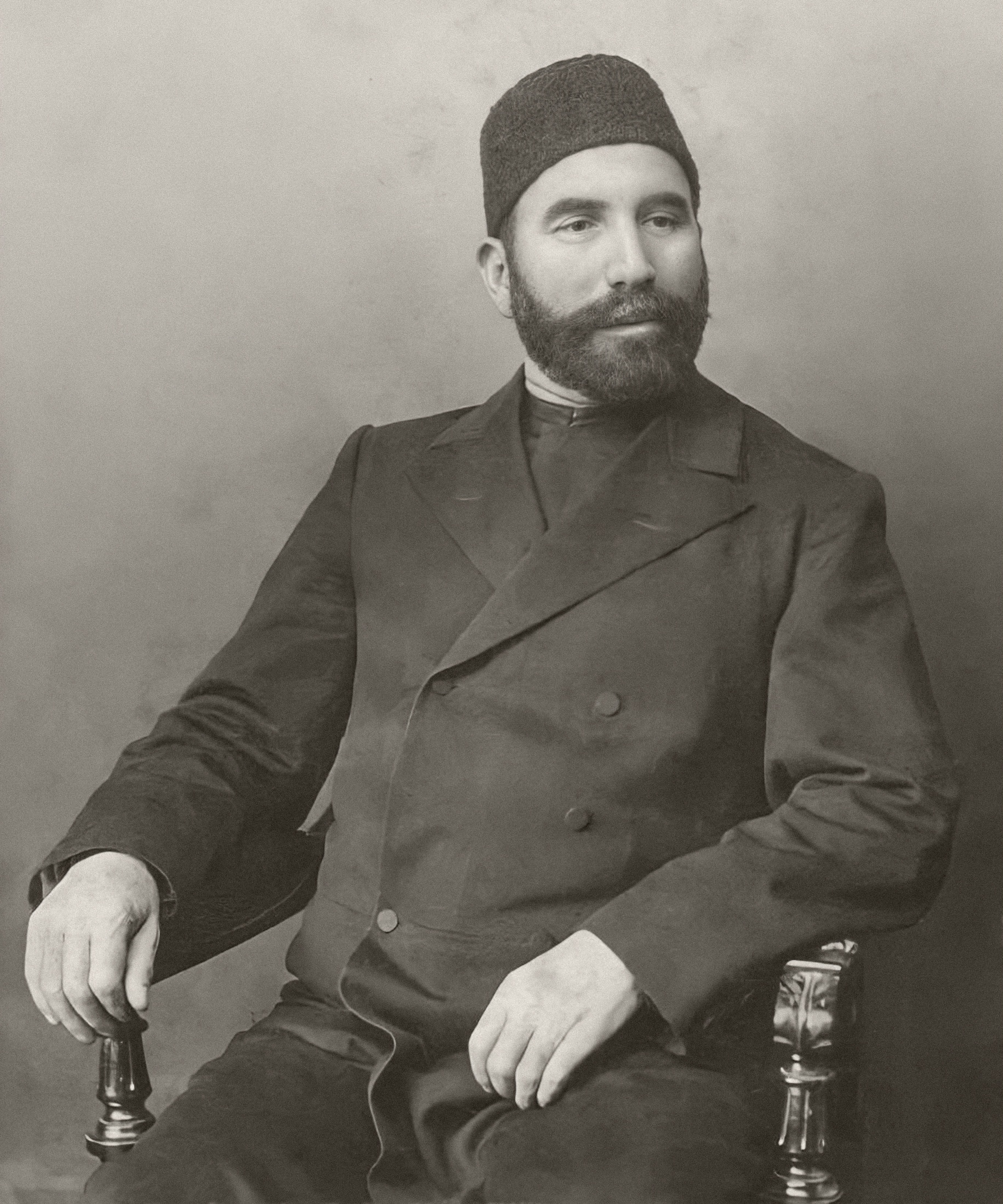
حاجی زین‌العابدین تقی‌اف در اوایل قرن ۲۰

حاجی زین‌العابدین تقی‌اف از «جوزف گوسلاوسکی» به عنوان معماری مجرب تقدیر نموده و با وی با مهربانی رفتار می‌کرد. وی به حامی بودن این معمار مستعد شناخته می‌شد. حاجی زین‌العابدین تقی‌اف خریدار آثار معماری «جوزف گوسلاوسکی» بود. می‌توان از این آثار از کاخ وی، مدرسهٔ دختران مسلمان، ویلای تقی‌اف در قصبهٔ «مردکان» و کارخانهٔ بافندگی معروف وی در قفقاز نام برد. «گسلاوسی» همچنین در طرح زیزی یک خانه مسکونی ساخته شده در گوشه‌ای از خیابان «زریفه علیاوا» (خیابان «مرکوریف» سابق) که، در آن تئاتر حاجی زین‌العابدین تقی‌اف قرار داشت، شرکت نموده‌است. معمار این تئاتر نیز وی بود. با این روش، طبق مقیاس باکو در یکی از پهنه‌های مرکزی، مجموعه کوچکی از آثار معماری مرکزی به وجود آمده بود.
از سال ۱۹۱۴، دفتر «بانک تاجر باکو» به ریاست حاجی زین‌العابدین تقی‌اف در این کاخ قرار گرفت. در سال ۱۹۲۰، پس از برقراری حکومت «بلشویک» در آذربایجان، کاخ تقی‌اف مصادره شد و در قسمتی از آن موزهٔ تاریخ آذربایجان تأسیس و آغاز به کار نمود. در سال‌های ۱۹۴۱ تا ۱۹۵۴ موزهٔ تاریخ به کاخ شیروانشاهان منتقل شده و در آنجا به فعالیت خود ادامه داد. آنگاه این کاخ در اختیار «شورای کمیسرهای خلق آذربایجان شوروی» قرار داده شد. در سال ۱۹۵۴، موزهٔ تاریخ آذربایجان مجدداً به طبقه دوم این کاخ بازگردانده شد. در طبقهٔ اول نیز آرشیو اسناد فنی و پزشکی جا داده شد. تمام اموال تقی‌اف در سال ۲۰۰۰ در اختیار موزه ملی تاریخ جمهوری آذربایجان قرار گرفت. کاخ وی چند بار تحت بازسازی واقع شده‌است. 
با توجه به کتیبه‌ای موجود بر یکی از دیوارهای این ساختمان که به‌طور مرحله‌ای بنا شده است، معلوم می گردد که، کارهای ساخت و ساز در سال ۱۸۹۵ در خیابان‌های «قورچاکووسکایا» و «مرکوریوسکایا» شروع شده‌است. بنا به بعضی اطلاعات، پس از تکمیل ساخت بخش اول ساختمان، آن بخش در اختیار بانک «ولشکو- کامسکی» قرار داده شده‌است. مصالح ساختمانی مورد استفاده برای ساخت این بنا و همچنین تجهیزات، مبلمان، لوسترها و وسایل لازمه برای طراحی داخلی از روسیه و کشورهای اروپای غربی آورده شده بودند. برای زیبا بودن ساختمان تعمیرکاران و نقاشان حرفه‌ای خارجی جهت حضور در ساخت آن دعوت شده بودند. گفته می‌شود که ۲۷۰ نفر به عنوان مهندس، معمار، نجار و غیره... در ساخت این کاخ کار می‌کردند.

## مشخصات کاخ

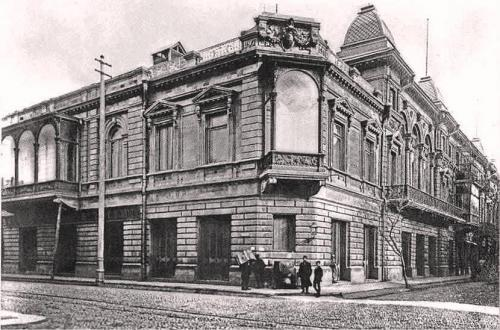
کاخ حاجی زین‌العابدین تقی‌اف در سال ۱۹۵۰

تمام تجهیزات داخلی کاخ از روسیه، فرانسه، آمریکا و آلمان آورده شده بودند. در خانه سیستم گرمایش و سرمایش نصب شده‌است. سقف کاخ از سوی تعمیرکاران، با بهره‌مندی از حدود ۴۰ هزار «روبل» طلا تذهیب شده‌است. ستون‌های کاخ با الماس و آینه‌های رنگین آراسته شده و با تخته‌های درخت فانی طبیعی و رنگی آورده شده از روسیه پوشانیده شده‌اند. مبلمان از آمریکا، تصاویر و پرده‌های زربفت از آلمان آورده شده‌اند. فقط ۱.۲ میلیون روبل برای ساخت و ساز ساختمان (بدون احتساب مبلمان و تجهیزات آورده شده از کشورهای خارجی) هزینه شده بود.

## نگارخانه

نماهای مختلف کاخ
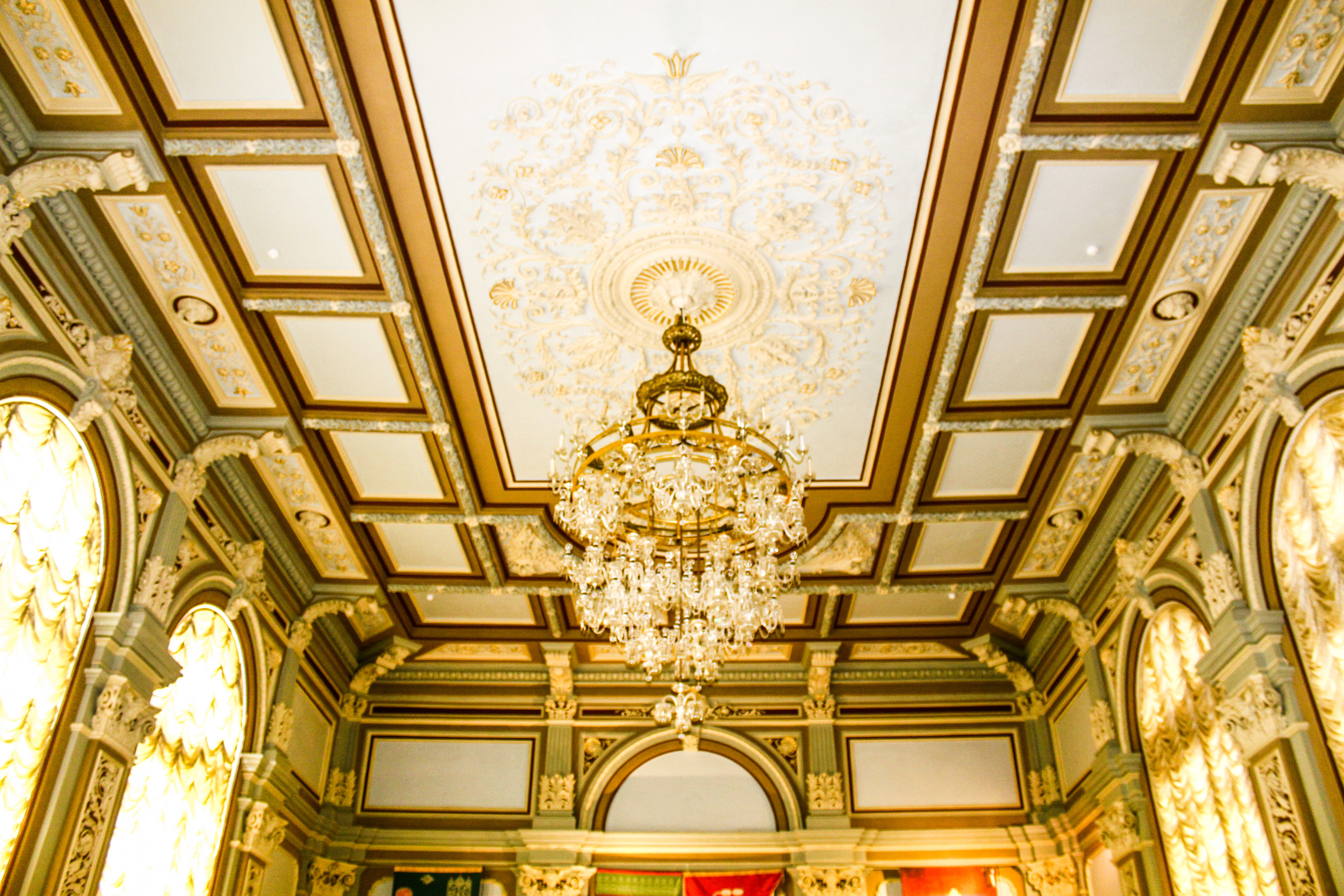
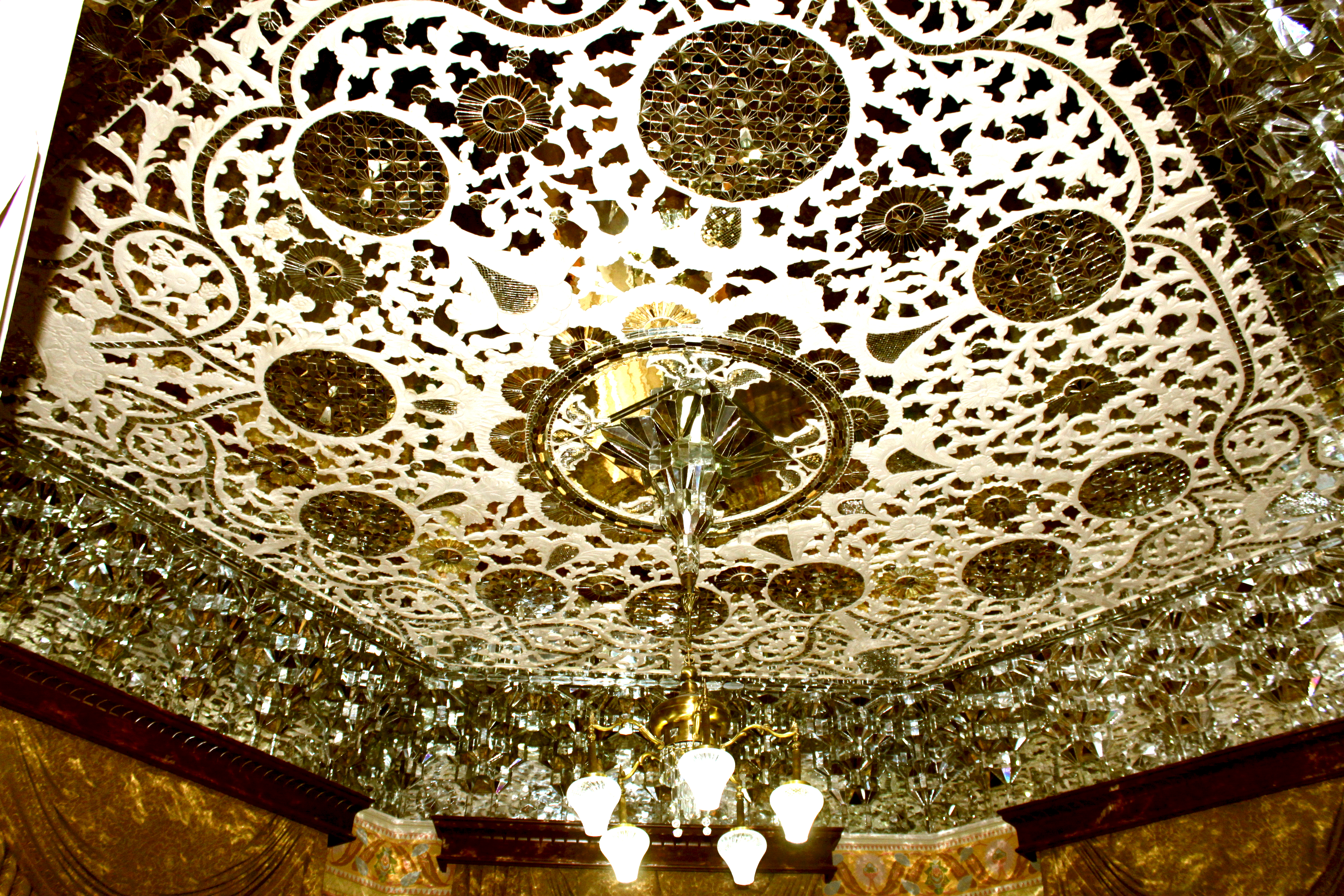
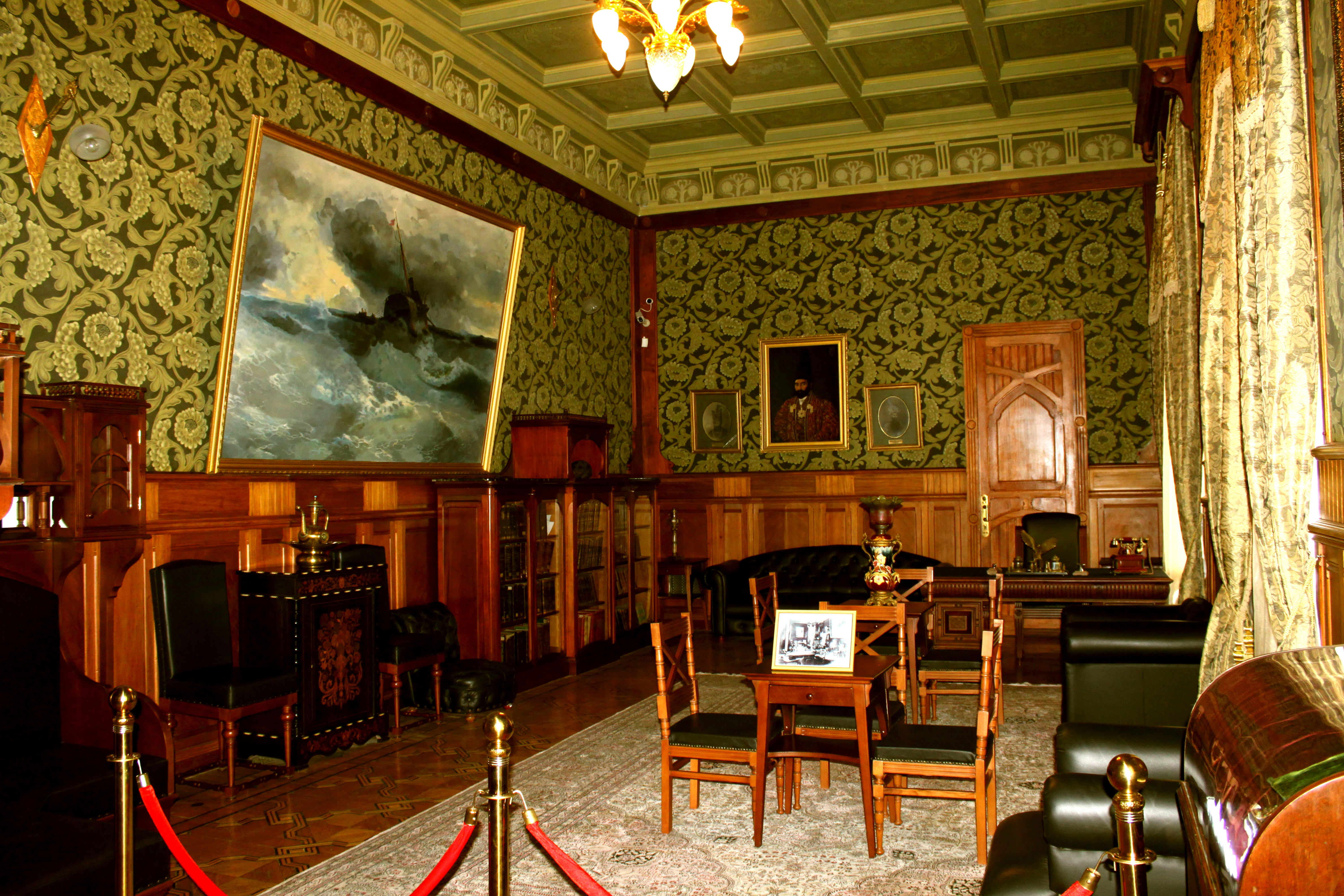
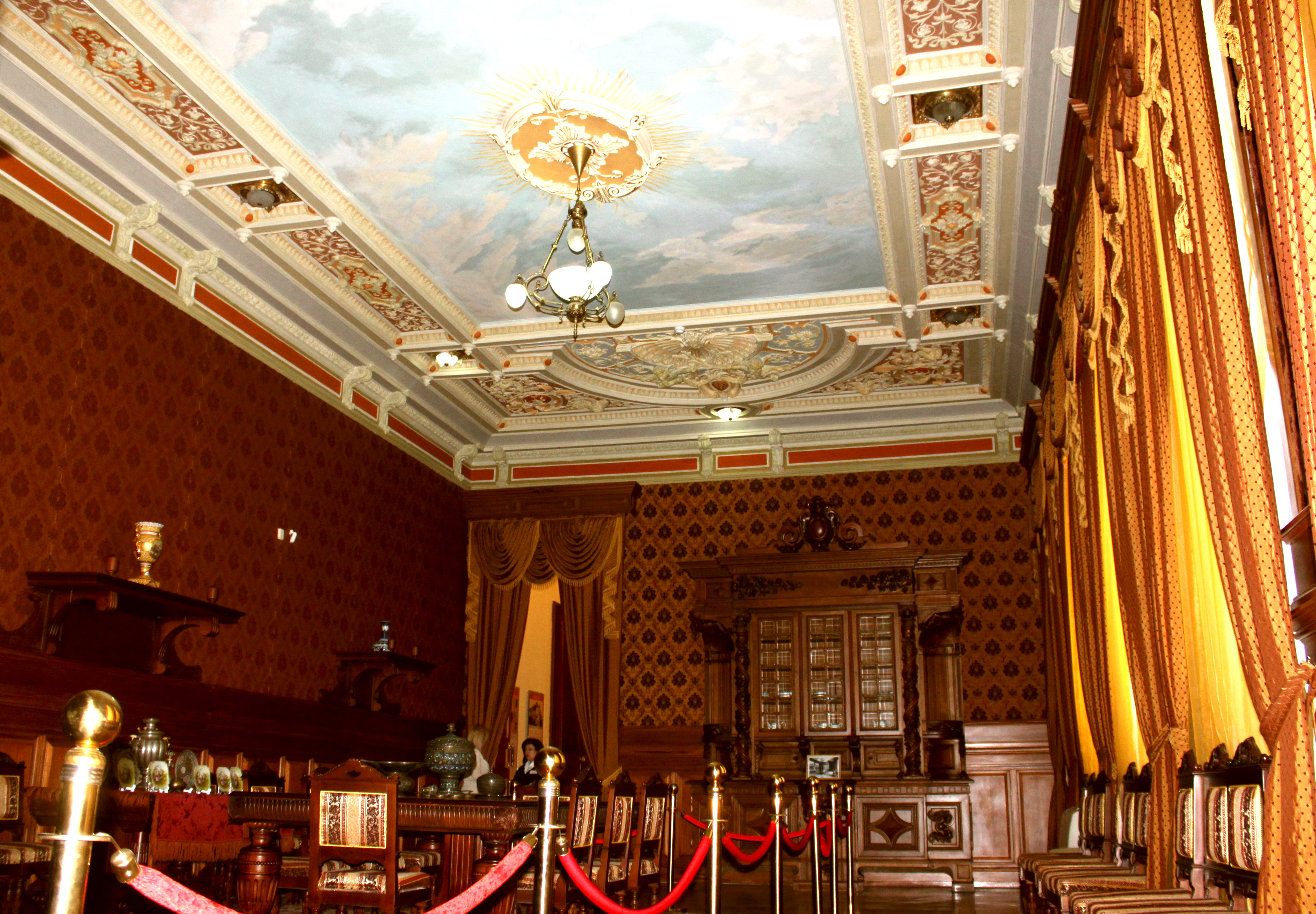
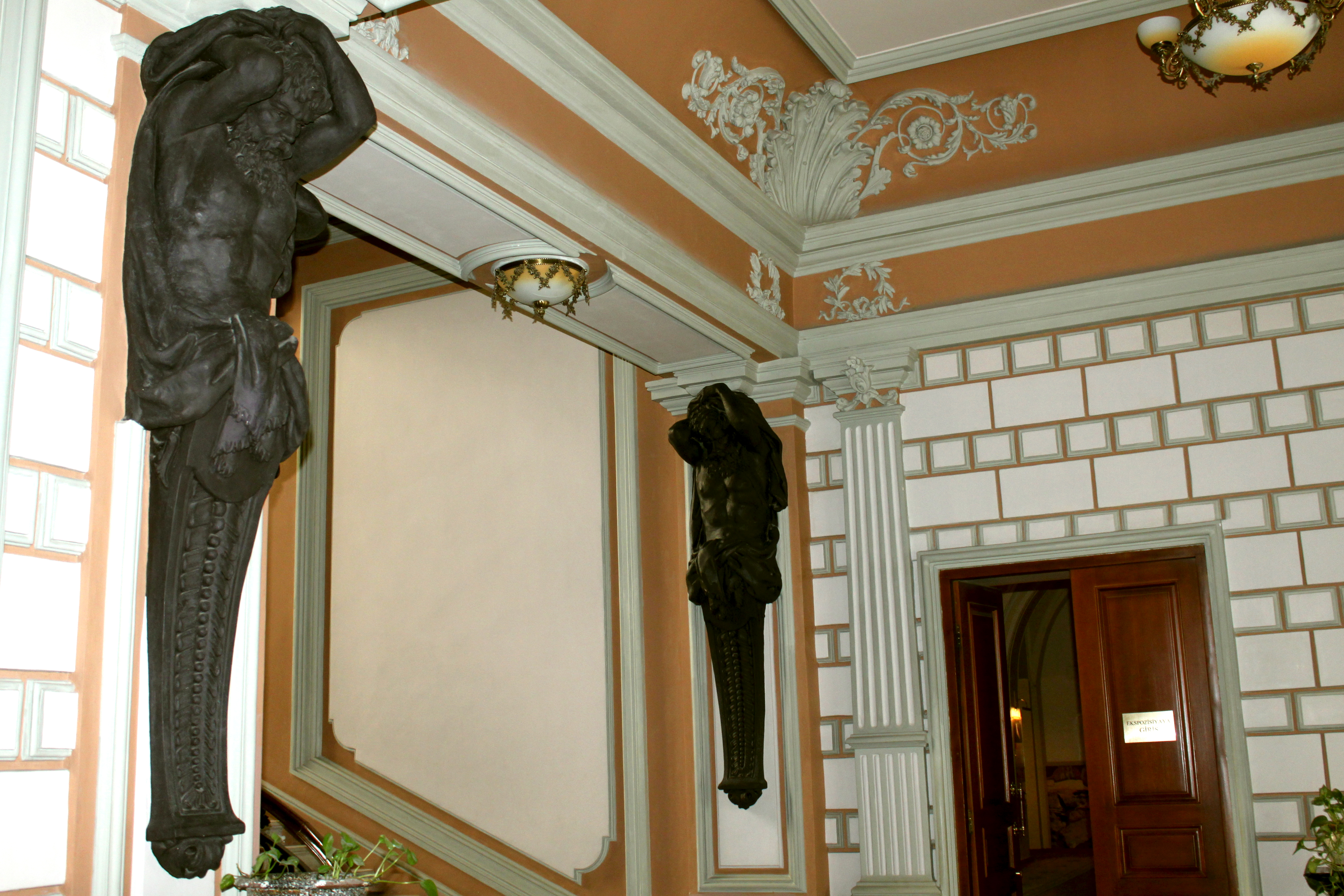
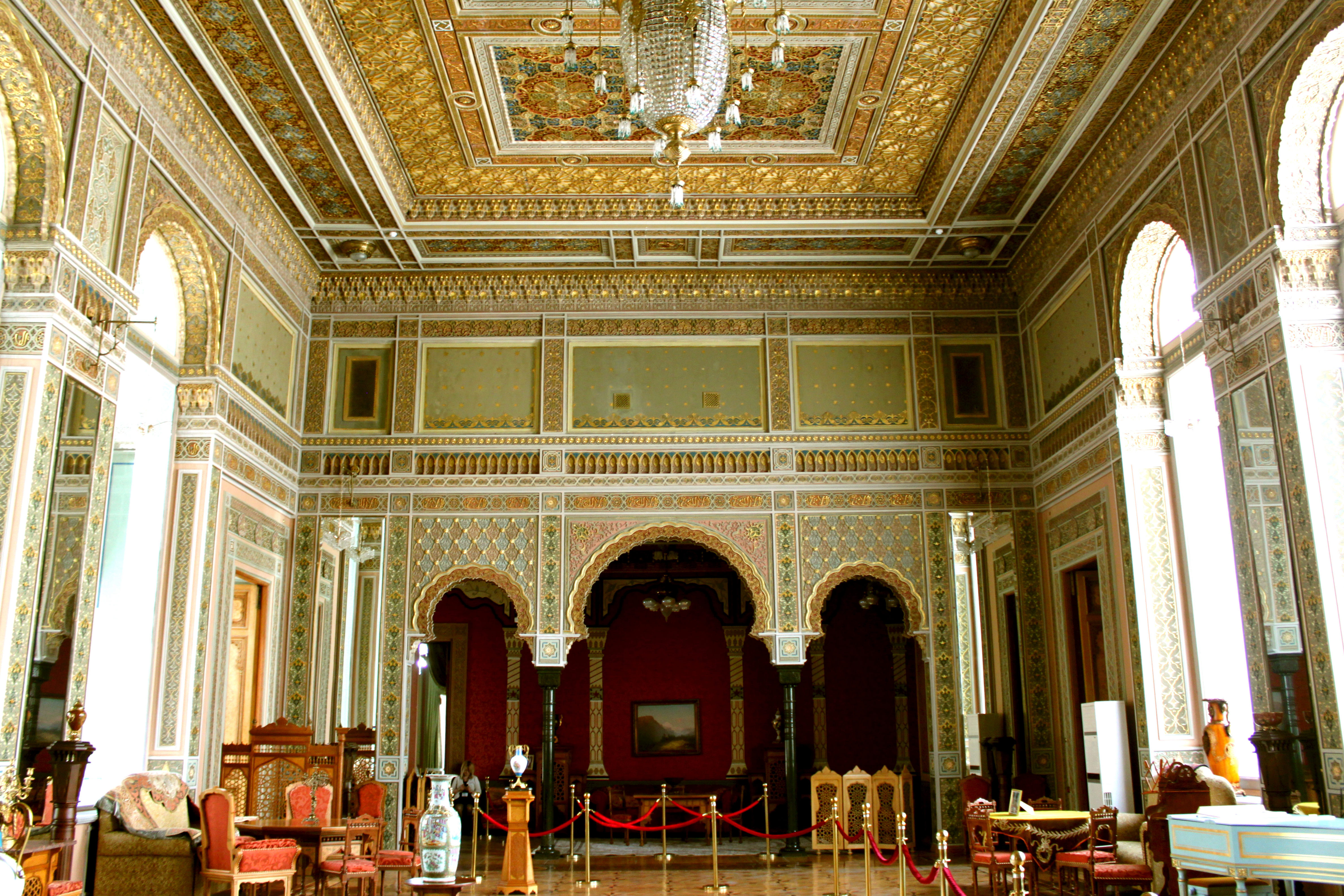
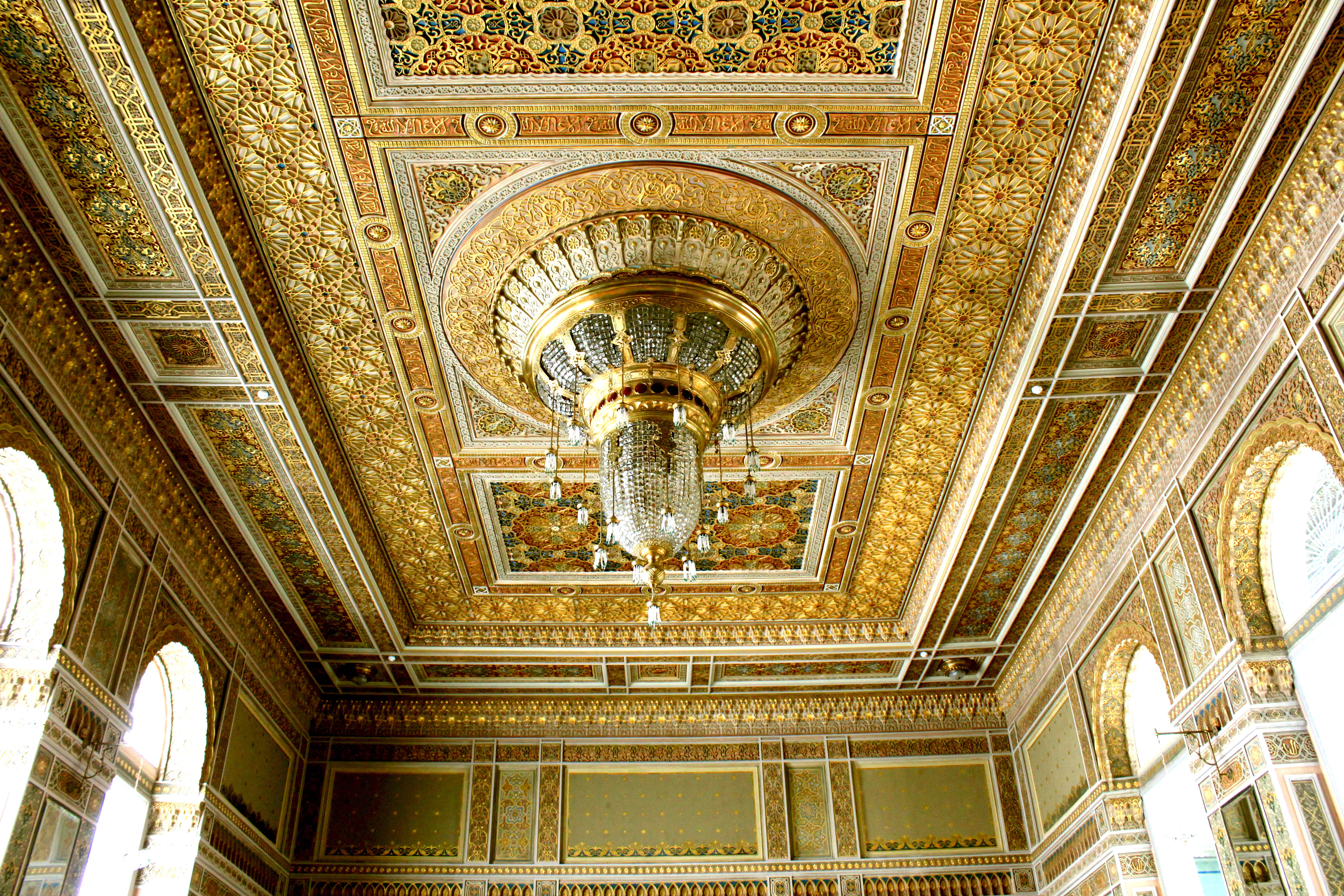
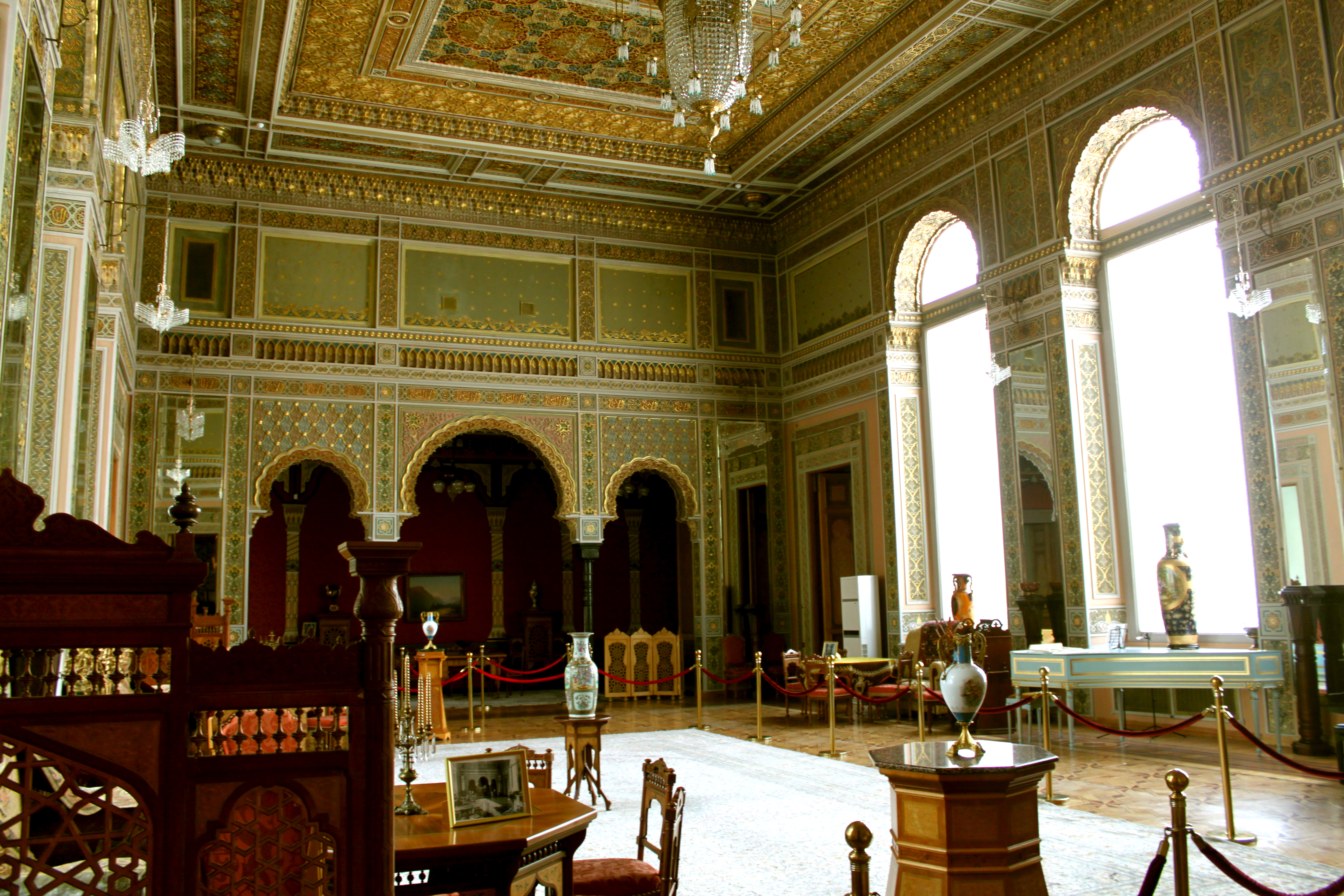
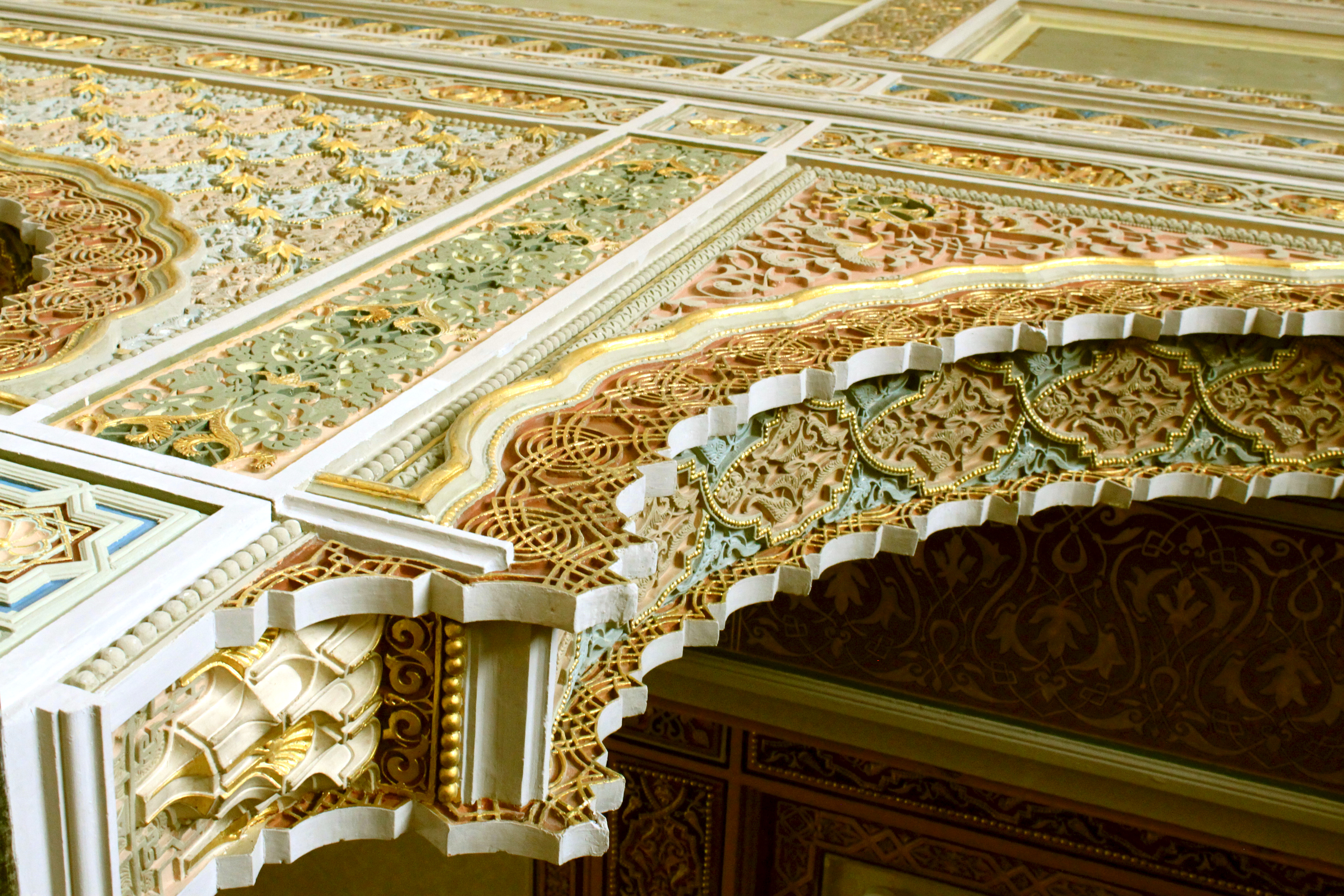
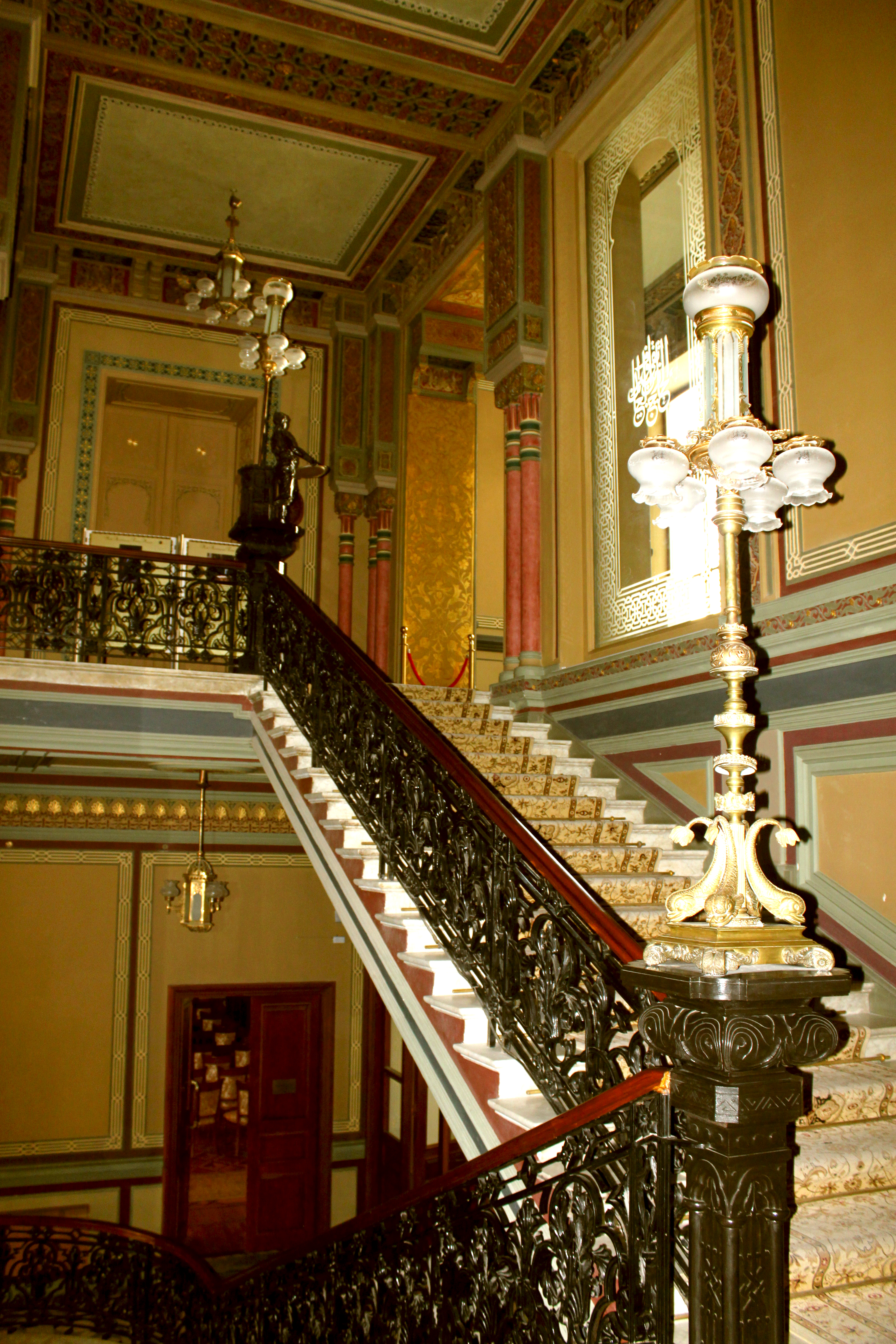
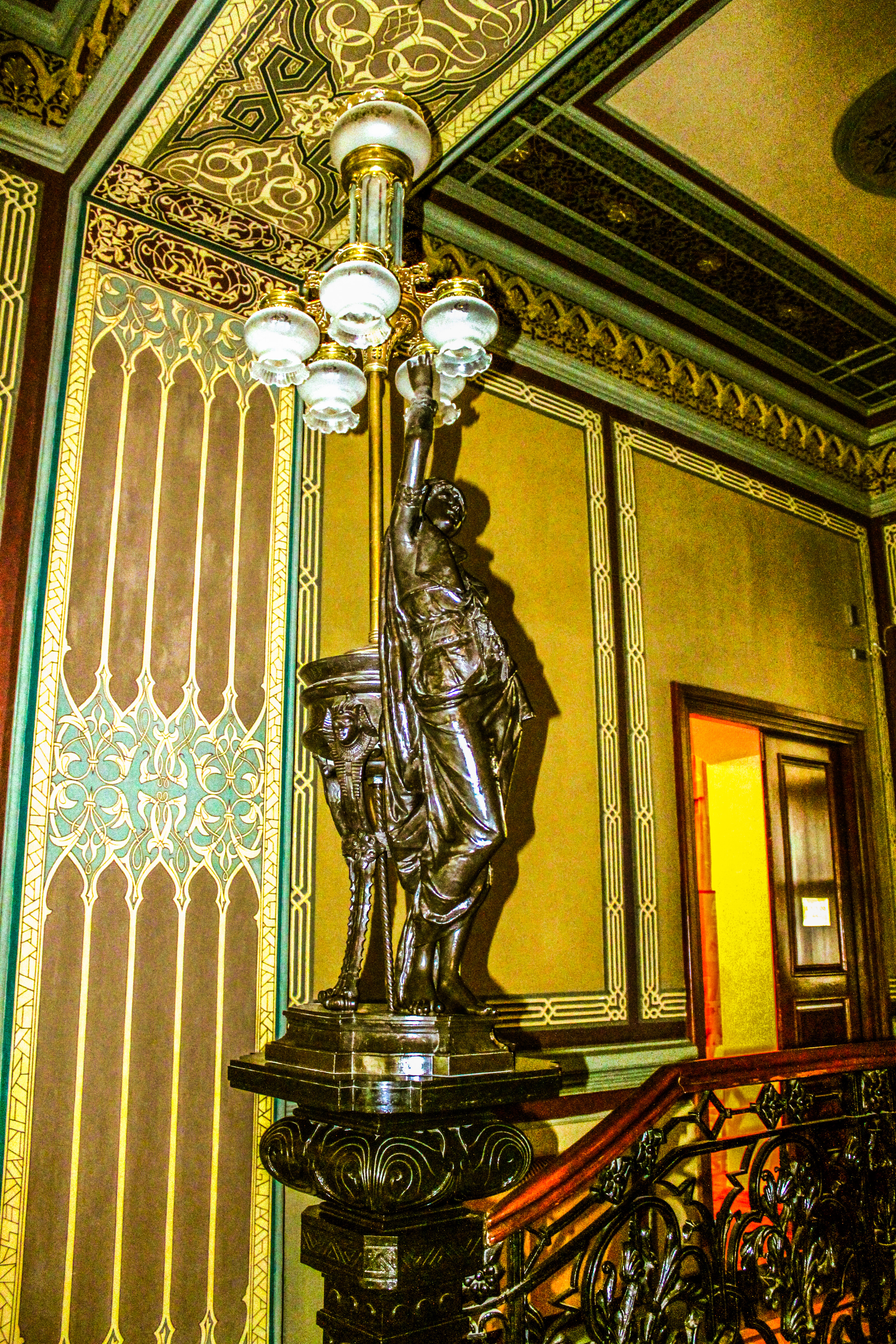
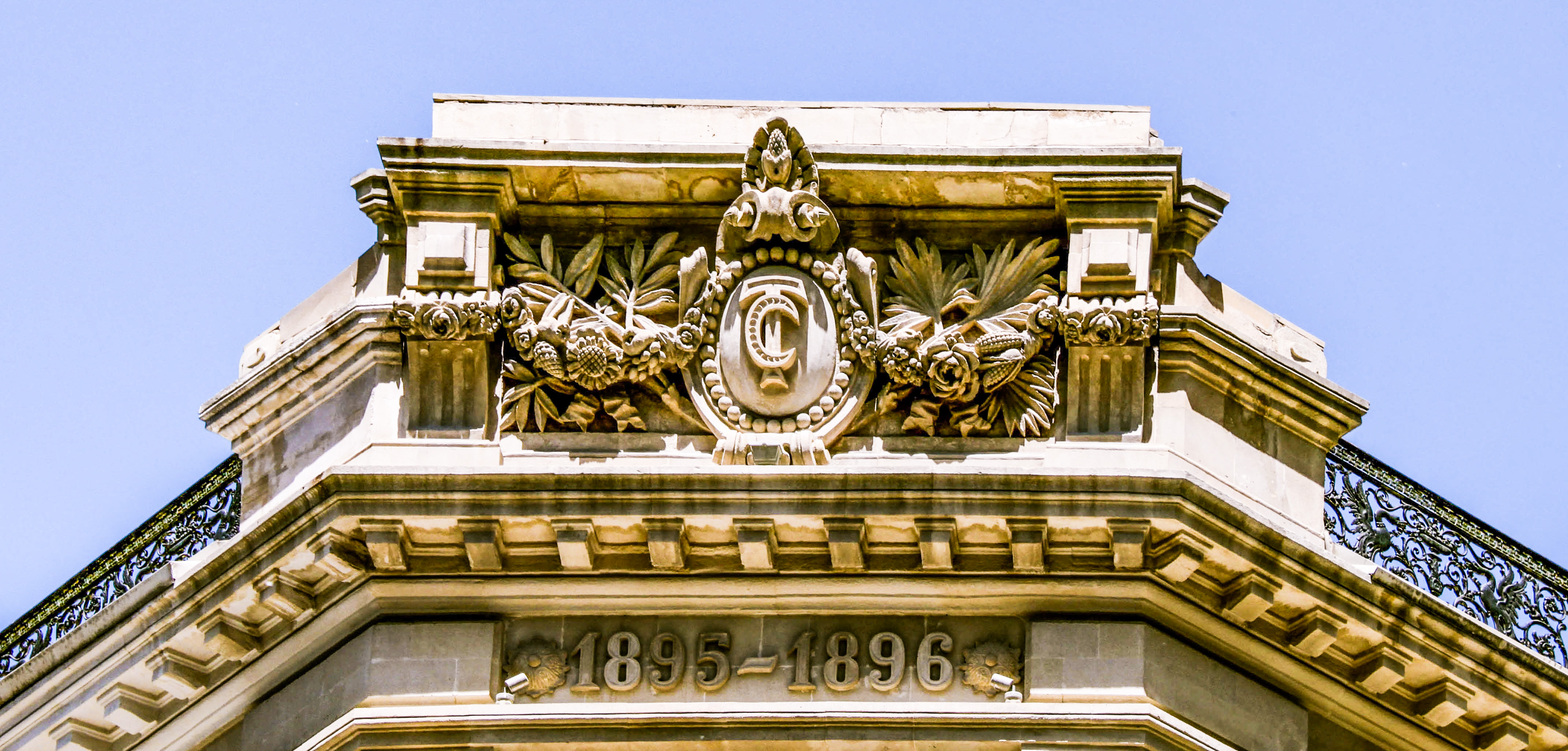